# Sternycha
Sternycha – rodzaj chrząszczy z rodziny kózkowatych i podrodziny zgrzypikowych.

## Zasięg występowania
Przedstawiciele tego rodzaju występują w Ameryce Północnej i Południowej od Meksyku na północy po Paragwaj na południu.

## Systematyka
Do Sternycha należy 7 gatunków:
- Sternycha approximata
- Sternycha clivosa
- Sternycha diasi
- Sternycha ecuatoriana
- Sternycha panamensis
- Sternycha paupera
- Sternycha sternalis